# Lista de extremos do Paraná

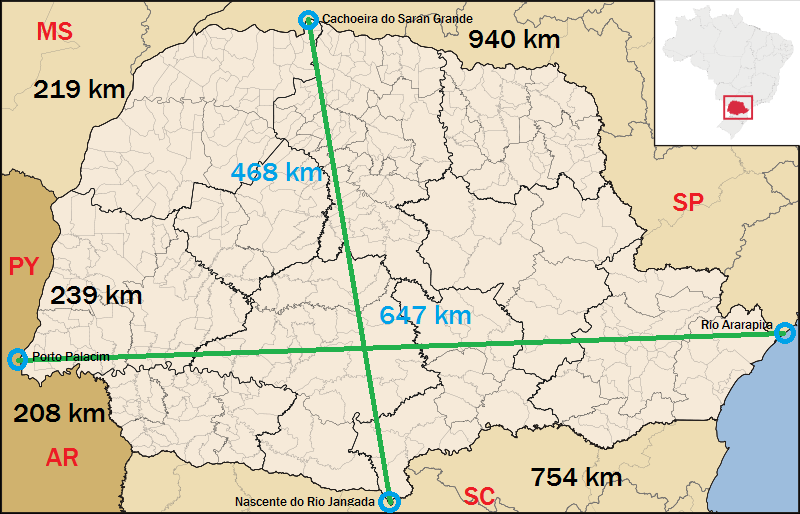
Mapa das fronteiras e pontos extremos do Paraná.

Esta é a lista dos extremos do Paraná, sendo eles de caráter geográfico, demográfico, climático e econômico.

## Altitude
- Ponto mais alto: Pico do Paraná (1877,392 m)[1]
- Ponto mais baixo: Oceano Atlântico (0 m)[2]

## Latitude e longitude
- Extremo setentrional: Cachoeira do Saran Grande, Jardim Olinda (22° 30′ 58″ S, 52° 06′ 47″ O).[3]
- Extremo meridional: nascente do Rio Jangada, General Carneiro (26° 43′ 00″ S, 51° 24′ 35″ O) Nota - a distância entre os extremos N e S é a menor entre dois pontos sobre o território do Paraná= 468 km.[3]
- Extremo oriental (continente): Rio Ararapira, Guaraqueçaba (25° 19′ 07″ S, 48° 05′ 37″ O) Nota - observe-se que a linha que une os extremos L e O é quase paralela ao Trópico de Capricórnio. A distância é de 647 km, a maior entre os dois pontos sobre o território do Paraná.[3]
- Extremo ocidental: Porto Palacim,[4] Foz do Iguaçu (25° 27′ 16″ S, 54° 37′ 08″ O).[3]

## Municípios
- Município mais setentrional: Jardim Olinda, na divisa com São Paulo.[3]
- Município mais meridional: General Carneiro, na divisa com Santa Catarina.[3]
- Município mais oriental: Guaraqueçaba, no litoral do estado.[3]
- Município mais ocidental: Foz do Iguaçu, na fronteira com o Paraguai.[3]
- Maior município em extensão territorial: Guarapuava (3.125,852 km²).[5]
- Menor município em extensão territorial: Pinhais (60,920 km²)[5]
- Município com a maior população total: Curitiba (1 848 943 habitantes, censo brasileiro de 2010).[6]
- Município com a menor população total: Jardim Olinda (1 409 habitantes, censo brasileiro de 2010).[6]
- Município com o melhor IDH: Curitiba (0.823, PNUD/2000).[7]
- Município mais antigo: Paranaguá (fundado em 1648).[8]
- Cidade mais alta: Inácio Martins, (1 202 m de altitude).[2]
- Cidade mais baixa: 7 cidades do estado estão a 0m de altitude.[2]
- Município com maior PIB: Curitiba - PIB de R$ 53 106 497 000.[9]
- Município com maior PIB per capita: Saudade do Iguaçu - PIB per capita de R$ 87 811[10]